# Декстер: Воскрешение
«Декстер: Воскрешение» (англ. Dexter: Resurrection) — американский телесериал Клайда Филлипса в жанре криминальной драмы. Является сиквелом мини-сериала «Декстер: Новая кровь». Премьера двух первых эпизодов состоялась 11 июля 2025 года на стриминговой платформе Paramount+ with Showtime.

## Сюжет
Действие начинается с событий, показанных в финале мини-сериала «Декстер: Новая кровь»: после того, как Гаррисон стреляет в отца в Айрон-лейк, тяжело раненный Декстер Морган борется за свою жизнь и в итоге выживает.

## В ролях
- Майкл Си Холл — Декстер Морган
- Дэвид Зейес — Анхель Батиста[англ.]
- Джек Олкотт — Гаррисон Морган
- Джеймс Ремар — Гарри Морган[англ.]
- Ума Турман — Чарли
- Питер Динклэйдж — Леон Прейтер
- Нтаре Мвине[англ.] — Блессинг Камара
- Кадиа Сараф — детектив Клодетт Уоллес
- Доминик Фумуса — детектив Мелвин Олива
- Эмилия Суарес — Элса Ривера
- Кристен Риттер — Мия Лапьер
- Стив Ширрипа — Винни
- Дэвид Мадигофф — Тедди Рид
- Нил Патрик Харрис — Лоуэлл
- Эрик Стоунстрит — Эл
- Джон Литгоу — Артур Митчелл / «Троица»
- Дэвид Дастмалчян — Гарет
- Джимми Смитс — Мигель Прадо

## Производство

### Разработка
В июле 2024 года на фестивале San Diego Comic-Con был анонсирован сиквел к мини-сериалу «Декстер: Новая кровь» под названием «Декстер: Воскрешение» (англ. Dexter: Resurrection). Шоураннером сериала стал Клайд Филлипс, который работал над мини-сериалом «Декстер: Новая кровь». Исполнительными продюсерами сериала стали Филлипс, Майкл Си Холл, Скотт Рейнольдс, Тони Эрнандес, Джон Голдуин, Сара Коллетон, Лилли Бернс и Маркос Сига.

### Подбор актёров
Одновременно с анонсом сериала Майкл Си Холл был утверждён на роль Декстера Моргана. В январе 2025 года стало известно, что Дэвид Зейес, Джек Олкотт и Джеймс Ремар исполнят роли Анхеля Батисты, Гаррисона Моргана и Гарри Моргана соответственно. В том же месяце на одну из основных ролей была утверждена Ума Турман. В феврале 2025 года к основному актёрскому составу присоединились Питер Динклэйдж, Нтаре Мвине, Кадиа Сараф, Доминик Фумуса и Эмилия Суарес, а Кристен Риттер была утверждена на роль второго плана. В марте 2025 года Нил Патрик Харрис, Эрик Стоунстрит и Дэвид Дастмалчян были утверждены на эпизодические роли. Джон Литгоу признался в интервью, что он вновь исполнит эпизодическую роль Артура Митчелла / «Троицы».

### Съёмки
Съёмки телесериала начались 9 января 2025 года в Нью-Йорке. Режиссёром нескольких эпизодов стал Маркос Сига.

## Список эпизодов
| №  | Название                                       | Режиссёр       | Автор сценария                      | Дата премьеры   |
| -- | ---------------------------------------------- | -------------- | ----------------------------------- | --------------- |
| 1  | «Бьющееся сердце» «A Beating Heart...»         | Маркос Сига    | Джефф Линдзи, Клайд Филлипс         | 11 июля 2025    |
| 2  | «Застенчивость перед камерой» «Camera Shy»     | Маркос Сига    | Таннер Бин, Катрин Мэтьюсон         | 11 июля 2025    |
| 3  | «Водитель на заднем сиденье» «Backseat Driver» | Моника Рэймунд | Ник Зайас                           | 18 июля 2025    |
| 4  | «Зовите меня Ред» «Call Me Red»                | Моника Рэймунд | Александра Франклин, Марк Мушинский | 25 июля 2025    |
| 5  | «Жажда крови» «Murder Horny»                   | Маркос Сига    | Катрина Мэтьюсон, Таннер Бин        | 1 августа 2025  |
| 6  | «Кошки-мышки» «Cats and Mouse»                 | Маркос Сига    | Кирса Рейн                          | 8 августа 2025  |
| 7  | «Course Correction»                            | Моника Рэймунд | TBA                                 | 15 августа 2025 |
| 8  | «The Kill Room Where It Happens»               | Моника Рэймунд | TBA                                 | 22 августа 2025 |
| 9  | «Touched by an Ángel»                          | Маркос Сига    | TBA                                 | 29 августа 2025 |
| 10 | «And Justice For All...»                       | Маркос Сига    | TBA                                 | 5 сентября 2025 |

## Премьера
Премьера первых двух эпизодов состоялась 11 июля 2025 года на стриминговой платформе Paramount+, а два дня спустя сериал выйдет на телеканале Showtime.

## Восприятие
На сайте-агрегаторе рецензий Rotten Tomatoes рейтинг сериала составляет 94 % на основании 57 обзоров критиков и обладает «сертификатом свежести».
На сайте-агрегаторе рецензий Metacritic рейтинг мини-сериала составляет 63 балла из 100 возможных на основании 15 обзоров критиков, что соответствует «в целом благоприятным» отзывам.